# اچ‌ام‌اس زبرا (۱۷۷۷)
اچ‌ام‌اس زبرا (۱۷۷۷) (به انگلیسی: HMS Zebra (1777)) یک کشتی بود که طول آن ۹۷ فوت ۰ اینچ (۲۹٫۶ متر) بود. این کشتی در سال ۱۷۷۷ ساخته شد.